# Opération extraordinaire de pacification
L’AB-Aktion (Außerordentliche Befriedungsaktion) (français : opération extraordinaire de pacification) est une campagne de l'Allemagne nazie visant à éliminer les intellectuels et les élites socio-économiques et spirituelles de la nation polonaise. Au printemps et à l'été 1940, plus de 30 000 Polonais sont arrêtés par les autorités nazies dans la zone occupée par les Allemands. Environ 7 000 dirigeants et professeurs, enseignants et prêtres (étiquetés comme suspectés d'activités criminelles) ont été par la suite massacrés en différents endroits du pays, notamment dans la forêt de Palmiry,.  Les autres furent envoyés dans des camps de concentration.

## Contexte

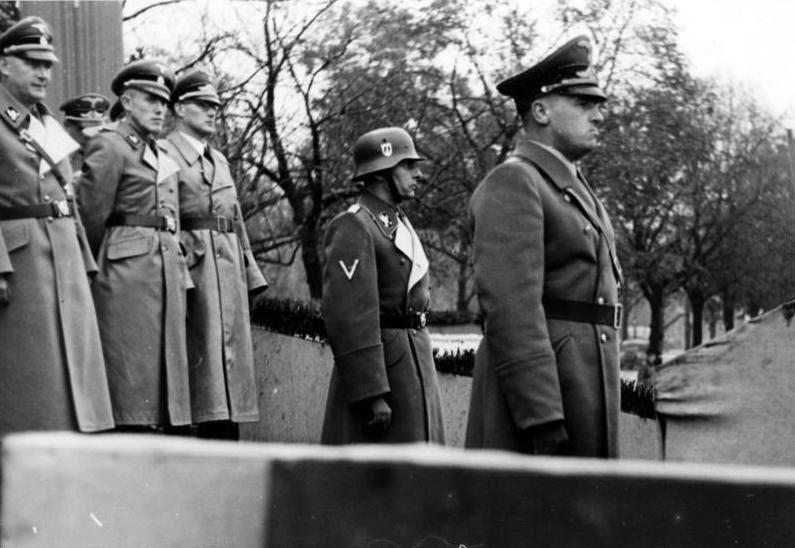
Hans Frank (au premier plan) et Friedrich-Wilhelm Krüger (juste derrière lui, portant un casque).

Le meurtre de masse de dirigeants, de politiciens, d'artistes, d'aristocrates, de membres de l'intelligentsia, et de personnes soupçonnées d'activités anti-nazies a été vu comme une mesure de précaution pour maintenir la dispersion de la résistance polonaise et pour prévenir une révolte des Polonais au moment de l'invasion de la France. La campagne anti-polonaise fut préparée par Hans Frank, le commandant du Gouvernement général, et fut aussi abordée avec les représentants soviétiques durant une série de conférences secrètes entre la Gestapo et le NKVD.
La première élimination de l'intelligentsia polonaise a eu lieu peu après l'invasion de la Pologne en 1939, et elle a duré de 1939 au printemps 1940. L'opération Intelligenzaktion, avait pour but d'éliminer l'intelligentsia polonaise et la classe dirigeante de Pologne. Elle a été déployée par les Einsatzgruppen et les Selbstschutz (Volksdeutscher Selbstschutz). À la fin de cette opération, 60 000 nobles polonais, enseignants, entrepreneurs, travailleurs sociaux, prêtres, juifs et activistes politiques ont été tués dans dix interventions régionales,. L’Intelligenzaktion fut continuée par l’AB-Aktion menée en Pologne. Les gens étaient arrêtés en fonction d'une « liste des ennemis du Reich » - Sonderfahndungsbuch Polen préparée avant la guerre par des Allemands de Pologne en coopération avec les services secrets allemands.

## Déroulement
Avant que ne commence cette action, à la fin de 1939 et au début de 1940, beaucoup de professeurs d'universités, d'intellectuels, écrivains, politiciens, enseignants et d'autres membres de l'élite de la société polonaise furent brièvement arrêtés par la Gestapo et virent leurs noms enregistrés.[réf. souhaitée] Hans Frank accepta finalement et approuva la Ausserordentliche Befriedungsaktion le 16 mai 1940. Dans les semaines suivantes, la police allemande, la Gestapo, le SD (Sicherheitsdienst) et des unités de la Wehrmacht arrêtèrent près de 30 000 Polonais dans les grandes villes du pays, telles que Varsovie, Łódź, Lublin et Cracovie.[réf. souhaitée] Ils furent retenus captifs dans plusieurs prisons, incluant la fameuse Pawiak, où ils furent soumis à des interrogatoires brutaux conduits par des responsables nazis. Après un certain temps passé dans les prisons de Varsovie, Cracovie, Radom, Kielce, Nowy Sącz, Tarnów, Lublin ou Wiśnicz, les Polonais internés furent transférés dans des camps de concentration allemands, tout particulièrement le tout nouveau camp d'Auschwitz, ainsi qu'à ceux de Sachsenhausen et de Mauthausen. Environ 3 500 membres de l'intelligentsia polonaise ont été exécutés en des endroits tels que : Palmiry près de Varsovie, Firlej, Wincentynów près de Radom et dans la forêt de Bliżyn près de Skarżysko-Kamienna.

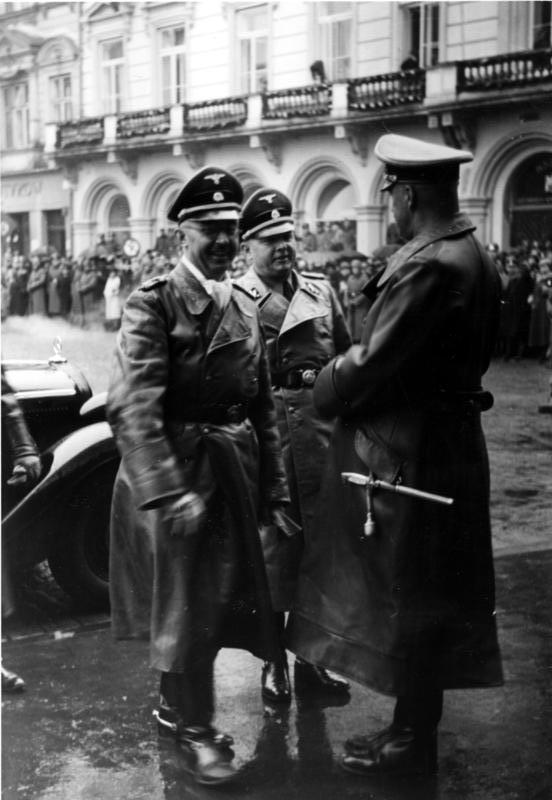
Bruno Streckenbach (au centre en arrière-plan) et Heinrich Himmler (à gauche).

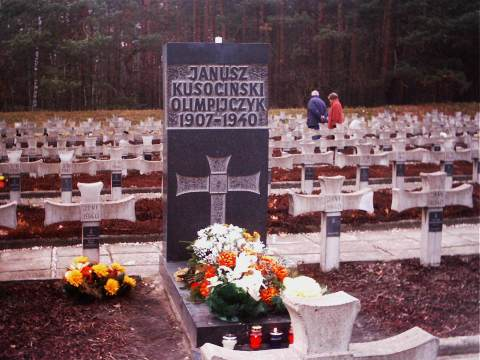
Tombe de Janusz Kusociński à Palmiry.

Parmi ceux qui furent alors tués se trouvaient Maciej Rataj, Stefan Bryła, Tadeusz Tański, Mieczysław Niedziałkowski et Janusz Kusociński. Des massacres  furent commis au même moment dans d'autres zones polonaises occupées par les nazis. D'après de nombreux historiens, y compris Norman Davies, l'action menée contre les chefs polonais était coordonnée avec les autorités de l'Union soviétique qui au même moment perpétraient le massacre de 22 000 officiers polonais à Katyń et en d'autres endroits du pays.

## Suites
La persécution active des intellectuels polonais se poursuivit jusqu'à la fin de la guerre. La continuation immédiate de l'AB-Aktion fut une campagne allemande à l'Est qui débuta après l'invasion allemande de l'URSS. Parmi les plus notables exécutions de masse de professeurs polonais figure le massacre des professeurs de Lwów, lors duquel approximativement 45 professeurs d'université à Lwów furent assassinés avec leurs familles et leurs proches. Parmi les victimes de ce massacre figurent Tadeusz Boy-Żeleński, l'ancien premier ministre polonais Kazimierz Bartel, Włodzimierz Stożek et Stanisław Ruziewicz. Plusieurs milliers d'autres périrent dans le massacre de Poneriai, dans les camps de concentration allemands et dans les ghettos.

## Conséquences
Après la guerre, beaucoup de personnes responsables de l'organisation de l'Aktion A-B durent comparaître au Procès de Nuremberg. Cependant, la majorité des commandants allemands responsables étaient soit morts ou disparus pendant la guerre avant de se trouver accusés de leurs crimes. Les nombres exacts de victimes, ainsi que les dates d'exécutions, les causes de la mort des membres de l'intelligentsia polonaise tenus en captivité par les Allemands, sont souvent contestés par d'autres historiens européens qui refusent d'y voir une similarité avec les massacres de Katyń[réf. nécessaire].